# Yitzhaq Shami
Yitzhaq Shami (hébreu : יצחק שמי, né à Hébron le 4 août 1888, mort à Haïfa le 1er mars 1949) est un écrivain juif palestinien de langue arabe et hébreu.
Fils d’un vendeur de soie originaire de Damas et d’une mère issue de l’aristocratie sépharade installée en Palestine depuis deux siècles, Yitzhaq communique en langue arabe avec l’un, en ladino avec l’autre. L'histoire de sa famille montre une « perméabilité des frontières ethniques » et un progressisme à l'égard des femmes, en contraste avec la sévérité des autorités rabbiniques.
En 1906, il quitte Hébron à l'âge de 18 ans, obtient son diplôme de professeur en 1909, et se rapproche des mouvements sionistes. 
Après quelques années passées en Bulgarie durant la Première Guerre mondiale, Yitzhaq Shami retourne à Hébron en 1919, alors que la Palestine est passée sous mandat britannique. Deux ans plus tard, il assiste aux émeutes arabes dirigées contre les juifs en 1921, puis en 1929, difficilement réprimées par les forces britanniques après avoir fait des dizaines de morts. Dans ce contexte, il fonde une association arabo-juive chargée d'œuvrer à la baisse des tensions. Ces événements inspirent ses récits, principalement écrits sous forme de nouvelles, dans lesquelles il décrit le « le dilemme des juifs arabes en Palestine » : l'impossibilité de choisir une communauté en excluant l'autre.
Son œuvre principale, « Nouvelles d'Hébron », décrit de l'intérieur un monde disparu où les communautés vivaient ensemble tout en conservant leurs traits culturels, juifs ou arabes.